# Kotliszowice
Kotliszowice est une localité polonaise de la gmina de Toszek, située dans le powiat de Gliwice en voïvodie de Silésie.